# ザール (フランス保護領)

ザール保護領
Saarprotektorat (ドイツ語)
Protectorat de Sarre (フランス語)

ドイツの地図（1949年）
紫色部分がザール。
なお、青い部分は西ドイツ、赤は東ドイツ、黄は西ベルリン

ザール保護領（ドイツ語: Saarprotektorat、フランス語: Protectorat de Sarre）は、1947年から1956年までの間に存在したフランスの保護領である。現在のドイツ・ザールラント州に相当する。

## 歴史
第二次世界大戦後、ザールは戦前の1920年から1935年に存在した国際連盟管理地域の扱いと同様にドイツ本国から分離され、フランスの保護領になった。
フランス当局はドイツからの分離を固定化するために、親ドイツ政党を禁止した。1952年12月の総選挙では、有権者の24%は親ドイツ政党支持のために白票を投じたものの、圧倒的多数が親フランス政党を支持しているという結果が出ている。
1954年10月23日のパリ協定で、フランスは西欧同盟の支援の下でザールを独立させようとした。しかし1955年10月23日に実施された独立を問う住民投票の結果、住民は「独立」ではなく、西ドイツ（ドイツ連邦共和国）のコンラート・アデナウアー首相が求めていた「ドイツへの復帰」を選択した。
- 1955年10月23日の住民投票の結果

| 登録有権者 | 投票者数 | 有効投票数 | 独立賛成        | 独立反対        |
| ---------- | -------- | ---------- | --------------- | --------------- |
| 662,839    | 641,132  | 625,407    | 201,973         | 423,434         |
| 100.00%    | 96.72%   | 94.35%     | 30.47% (32.29%) | 63.88% (67.71%) |

- 出典：ユーロピアン・ナビゲーターの編集資料
- 独立賛成・反対を示す比率の( )内の数字は、有効投票数を100%とした場合の得票率。

この住民投票の結果、1956年10月27日にザール条約が締結され、1957年1月1日に同地域はザールラント州として西ドイツ（ドイツ連邦共和国）に復帰した。
もっとも、経済面では依然としてフランが通貨であり、ドイツ・マルクがザールの通貨になったのは1959年7月6日になってからである。この日をもってザールはドイツに完全復帰した。
フランスがザールに執着していたのは、この地の天然資源（石炭）を獲得するためであった。そのため西ドイツはフランスの権益を一部認め、1981年まで炭田の採掘を許可した。
1952年に行われたヘルシンキオリンピックでは独自の代表として36名の選手が出場している（1952年ヘルシンキオリンピックのザール選手団）。またサッカーでも独自の代表が結成され（サッカーザールラント代表）、1954 FIFAワールドカップ・予選などに出場している。